# Лате
Лате (англ. Late) — необитаемый вулканический остров к юго-западу от островов Вавау (Королевство Тонга), между Гавайскими островами и Новой Зеландией.

## География
Остров имеет круглую форму, его ширина составляет не более 6 км. Площадь — 17,4 км². Лате простирается вдоль вулканической дуги Тофуа и расположен примерно в 55 км от острова Вавау. В центре Лате находится вулкан. Преимущественно погружённый под воду андезито-базальтовый вулкан имеет длину 1500 м (расстояние от морского дна). Высота острова достигает 540 м (отсчитывая от поверхности океана). К северу от вершины вулкана, к западу и северу от плато и на северо-западном берегу расположены туфовые конусы. В северо-восточной части вулкана расположены два крупных кратера провала, в одном из которых расположено солёное озеро. За всю историю наблюдения на Лате было отмечено два извержения вулкана: в 1790 году и в 1854 году.

## История
Остров Лате был открыт в 1642 году голландским путешественником Абелем Тасманом.